# وليام فريدريك دينينغ
وليام فريدريك دينينغ (بالإنجليزية: William Frederick Denning )‏ (و. 1848 – 1931 م) هو عالم فلك من المملكة المتحدة .
توفي في بريستول، عن عمر يناهز 83 عاماً.

## جوائز
حصل على جوائز منها:
- الميدالية الذهبية للجمعية الفلكية الملكية (1898).